# 勞赫河
47°31′14″N 8°55′47″E / 47.52051°N 8.92972°E

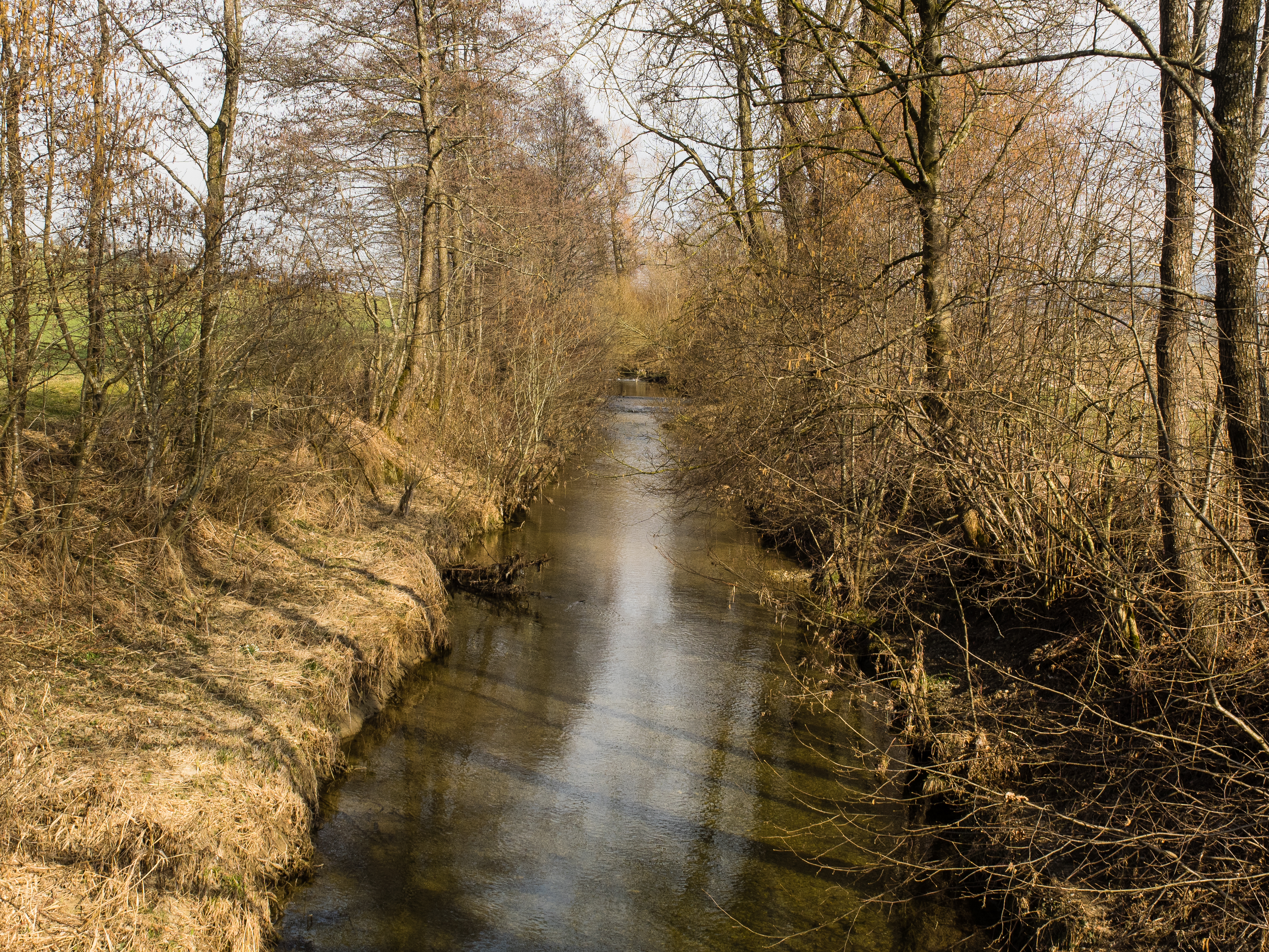

勞赫河是瑞士的河流，位於該國東北部，流經圖爾高州，屬於穆爾格河的右支流，河道全長15公里，流域面積61.9平方公里，河口處在馬青根。